# Mont Djoudi
Pour les articles homonymes, voir Djoudi.
Le mont Djoudi (nom araméen, en arabe جبل جودي Jebel Ǧūdī, turc Cudi Dağı, kurde Çiyayê Cûdî, syriaque (peshitta) traditionnel aussi Qardū) est, selon la tradition des premiers chrétiens et dans l'islam (dans la sourate 11, verset 44 du Coran), l'endroit où l'Arche de Noé se posa après le Déluge.
L'identification du mont Djoudi comme lieu d'atterrissage de l'Arche perdura dans les traditions syriaque et arménienne jusqu'à l'Antiquité tardive mais fut ailleurs abandonnée pour une tradition qui situait le lieu biblique sur la plus haute montagne de la région, le mont Ararat.
D'après les traditions islamique et syriaque, le mont Djoudi ou Qardou est un sommet proche de la ville de Jazirat ibn Oumar (l'actuelle Cizre), vers les sources du Tigre, près de l'actuelle frontière entre la Syrie et la Turquie. C'est un historien arabe, Al Masû'dî (décédé en 956) qui rapportait que l'endroit où reposait l'Arche pouvait toujours être vu en son temps. Il situait le mont Djoudi à 80 parasanges du Tigre.
La description du géographe médiéval Yaqout al-Hamawi correspond exactement avec un sommet de 2 089 m qui est appelé de nos jours Jebel Djoudi ou Djoudi dagh par les musulmans et Qardou par les chrétiens et les juifs, au nord de Silopi.

## Nom
Le rapport entre le nom « Qardou » et « Djoudi » n'est pas clair. « Qardou » est certainement à rapprocher de « Gordyène » et de ce fait à l'ethnonyme des Kurdes. L'origine de « Djoudi » est bien moins claire, souvent considéré comme une altération corrompue du même nom, via « al-Gourdi ». L'hypothèse que les deux noms soient en fait le même fut posée pour la première fois par l'orientaliste anglais George Sale, dans sa traduction du Coran publiée en 1734, dans une note de bas de page : 

« Cette montagne (c'est-à-dire al-Djoudi) est l'une de celles qui, au sud, séparent l'Arménie de la Mésopotamie, et cette partie de l'Assyrie est habitée par les Kurdes, de là ces montagnes prirent le nom de Cardou, ou Gardou, dont les Grecs firent Gordyae, et d'autres noms. ... Le mont Djoudi (qui semble être une corruption, bien qu'il soit toujours écrit ainsi par les Arabes, pour Djordi, ou Giordi) est aussi appelé Thamanin ..., probablement du nom d'une ville qui se trouve à sa base. »

Sale poursuit en disant qu'il y eut autrefois un célèbre monastère chrétien sur la montagne, mais que celui-ci fut détruit par la foudre en 776 après quoi : « la croyance en cette tradition diminua et fut remplacée par une autre, jusqu'à présent, et selon laquelle l'Arche reposa sur le mont Massis en Arménie, dénommé par les Turcs Agri Dagh. »

## Tradition chrétienne
Les Syriens de l'Est du Tigre avaient une légende selon laquelle l'Arche se posa sur le mont Djoûdi dans le pays de Kard. Cette légende diffère peut-être originellement du récit du Déluge de Noé dans la Genèse, enraciné dans les légendes plus générales de déluges au Proche-Orient, mais après la christianisation des Syriens, à partir du IIe siècle environ, le mont Djoûdi devint associé au mont Ararat, où selon la Genèse l'Arche se posa. Depuis la Syrie, cette légende se propagea aussi aux Arméniens. Ces derniers n'associaient pas traditionnellement la descente de l'Arche de Noé au mont Ararat, connu sous le nom de Masis par les autochtones, mais jusqu'au XIe siècle ils continuèrent à l'associer au mont Djoudi.
Selon Flavius Josèphe, les Arméniens montraient, encore au Ier siècle, les restes de l'Arche de Noé dans un lieu appelé αποβατηριον « Lieu de la Descente » (en arménien Նախիջեւան, Nakhitchevan ; Ptolémée : Ναξουανα), à peu près 60 miles au sud-est du mont Ararat (ca. 39° 04′ N, 45° 05′ E). Flavius Joseph de plus déclara que Themanin, la première ville bâtie après le Déluge, le fut à la base du mont Djoudi.
Au Moyen Âge chrétien, les « monts Ararat » de la Genèse étaient identifiés avec le massif volcanique de ce nom, le mont Ararat, situé aujourd'hui dans l'Est de la Turquie proche de la frontière arménienne, en turc Agri Dagh (Ağrı Dağı).

## Tradition islamique
Le récit du Déluge et de l'Arche de Noé dans le Coran concorde avec celui de la Genèse, avec juste quelques variances, l'une d'elles étant le lieu final d'arrêt de l'Arche : selon la Genèse sur « les montagnes Ararat » ; dans le Coran, sourate 11,44, sur le mont Djoudi : 

« Et il fut dit : “Ô Terre, absorbe ton eau ! Et toi, Ciel, cesse [de pleuvoir] !” L'eau baissa, l'ordre fut exécuté et l'arche s'installa sur le Jûdi, et il fut dit : “Que disparaissent les gens pervers !” »

— Coran 11,44.
Pour le géographe arabe du IXe siècle, Ibn Khordadbih, le mont Djoudi se situe au Kurdistan, et l'historien abbasside Abu al-Hasan 'Alī al-Mas'ūdī (env. 896-956) rapporta que son lieu d'arrêt pouvait encore être vu de son temps. Masû'dî dit aussi que l'Arche commença son voyage à Koufa, au cœur de l'Irak, et voyagea vers La Mecque, où elle fit le tour de la Kaaba, avant de finir par voguer vers Djoudi. Le géographe et encyclopédiste Yaqout al-Hamawi (1179-1229), connu aussi sous le nom de Al-Roumi, situa la montagne « au-dessus de Jazirat ibn Oumar, à l'est du Tigre » et mentionna une mosquée bâtie par Noé qui pouvait toujours être vue de son temps ; le voyageur Ibn Battouta visita la montagne au XIVe siècle.

## Recherches du mont Djoudi
Dans les années 1980, Ron Wyatt, aventurier et auto-proclamé archéologue, avec son collègue David Fasold, déclarèrent qu'ils avaient découvert l'Arche de Noé à Douroupinar, à peu près à 20 miles du mont Ararat, près de la montagne que les locaux appellent Coudi Dağı. Par la suite, David Fasold se montra moins affirmatif,,,. Dans les années 1990, Bill Crouse, un autre chercheur de l'Arche, déclara que le Coudi Dagh se situait approximativement à 200 miles au sud du mont Ararat en Turquie méridionale.